# Dakar-Plateau
Pour les articles homonymes, voir Dakar (homonymie).
 (juillet 2022).
Si vous disposez d'ouvrages ou d'articles de référence ou si vous connaissez des sites web de qualité traitant du thème abordé ici, merci de compléter l'article en donnant les références utiles à sa vérifiabilité et en les liant à la section « Notes et références ».
Dakar-Plateau constitue l'une des dix-neuf subdivisions administratives de la ville de Dakar, au Sénégal. Elle est intégrée à l'arrondissement de Dakar-Plateau. Ce quartier se distingue par sa modernité au sein de la capitale sénégalaise. Il est localisé dans le sud de la presqu'île du Cap-Vert, en faisant face à l'île de Gorée.

## Géographie

Localisation.

La zone urbanisée de Dakar-Plateau se trouve érigée sur l'extrémité rocheuse de la presqu'île du Cap-Vert, atteignant son aboutissement méridional au cap Manuel. Cette avancée géographique est déviée par une corniche façonnée à même la roche.

## Histoire
À l'origine, la région fut peuplée par les Lébous, venant de l'intérieur du pays, de la région du Djolof, entre le 15e et le 16e siècle. Ils instaurèrent les premières structures politiques et territoriales, initialement sous l'autorité du Kajoor, royaume wolof côtier. Par la suite, à la suite de leurs désaccords, ils établirent l'État théocratique Lébou, dirigé par le Sëriñ Ndakaaru, qui gouvernait selon les principes de la gouvernance islamique. Le conseil des Jaambuur, présidé par le Ndey Ji Réew (signifiant littéralement "la mère du pays" et reflétant l'héritage matriarcal), gouvernait selon le droit traditionnel, supervisant les diverses localités. Les Frée représentaient les forces mobilisées du pays, servant d'armée en temps de conflit et pour les grands projets. Le Saltige, ministre de la sécurité, jouait également un rôle clé. Les divisions traditionnelles de Dakar plateau incluaient les quartiers de Sancaba, Yaq Jëf, Jékko, Guy Salan, Fann Hokk, Mbakk Dënn, Kaay Usmaan Jéen, Cëriñ, Kaay Findiw, N'Gaaraaf, Mbott, entre autres, qui formaient les 12 penc (les 12 chefs-lieux) originaires de la région, aujourd'hui répartis entre Dakar-Plateau et la Médina.

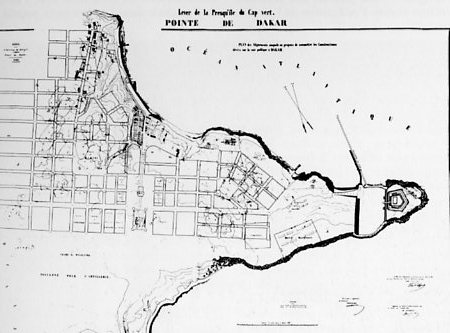
Plan de la pointe de Dakar en 1863.

Aujourd'hui reconnue comme un emblème de modernité, Dakar abrite néanmoins les vestiges architecturaux les plus anciens de la ville. Sous l'égide du gouverneur Pinet-Laprade, un premier plan cadastral fut élaboré en 1858, suivi de l'établissement d'un nouveau schéma d'alignement urbain en 1862. Par la suite, l'administration coloniale de l'Afrique-Occidentale française (AOF) entreprit la construction de divers édifices à Dakar, à la suite du transfert de sa capitale de Saint-Louis à Dakar en 1902. Dans ce contexte, l'avenue El-Hadj-Malick-Sy fut spécifiquement conçue pour séparer de manière oblique, d'est en ouest, ces édifices des quartiers autochtones plus populaires.

## Population
Lors du recensement de 2002, la commune comptait 32 795 habitants, 6 872 ménages et 4 644 concessions. Fin 2007, selon les estimations officielles, la population s'élèverait à 36 901 personnes. La population de la commune atteint 34 713 habitants lors du recensement de 2013, son taux d'accroissement annuel est de 0,52 % sur la période 2002-2013.

## Administration
| Période               | Identité               | Parti | Coalition     |
| --------------------- | ---------------------- | ----- | ------------- |
| 1996 - 2001           | Abdoulaye Makhtar Diop | PS    |               |
| 2002 - 2009           | Mouhamed Fadel Gaye    | PDS   |               |
| 2009 - 2014           | Alioune Ndoye          | PS    |               |
| réélu en 2014 et 2022 | Alioune Ndoye          | PS    | Takhawu Dakar |

## Économie

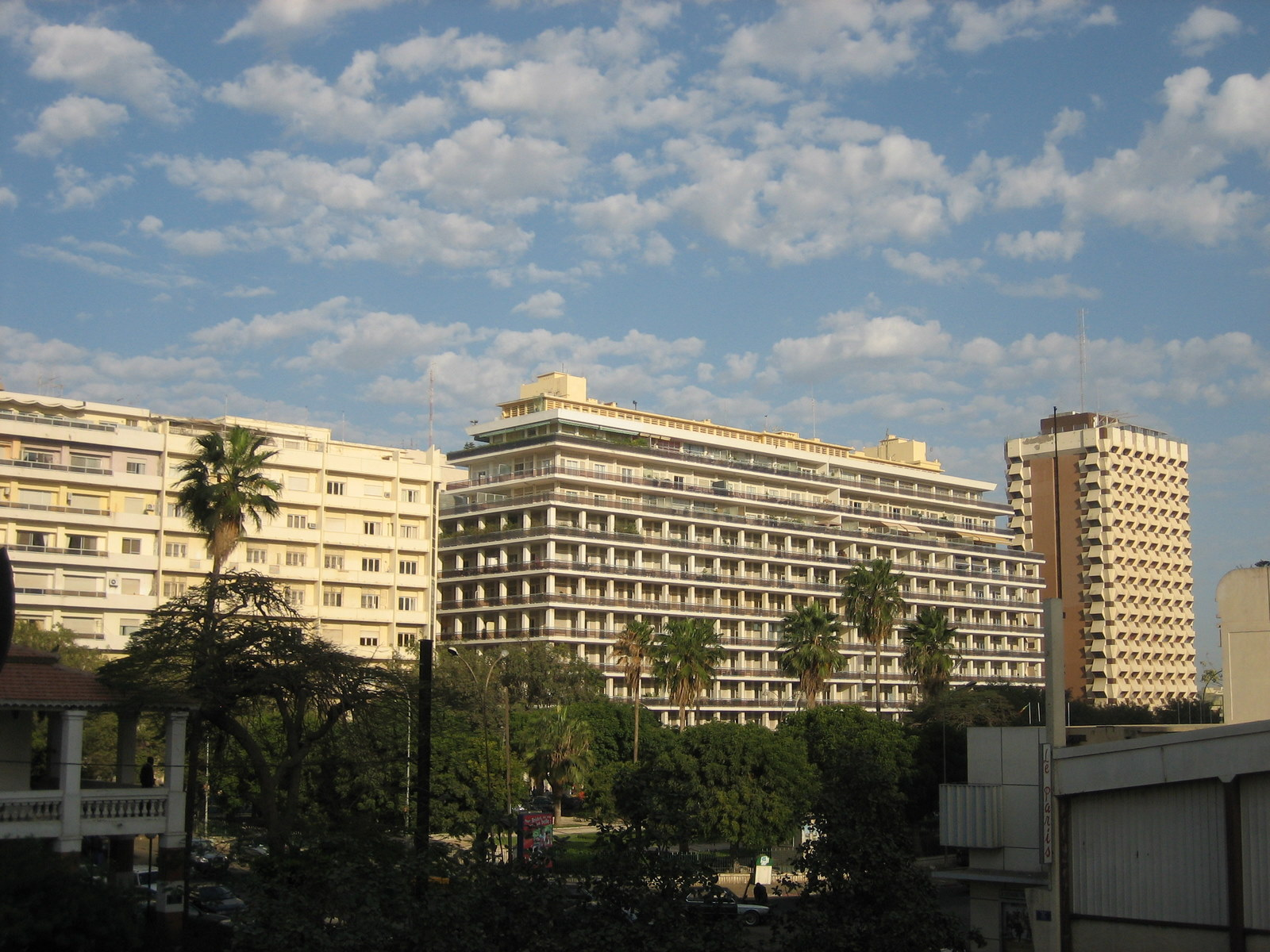
Immeubles sur la place de l'Indépendance.

Le Plateau demeure parmi les ensembles urbains les plus marqués par l'influence européenne en Afrique. Cette caractéristique découle de son plan initial, où quelques artères principales, telles que l'avenue Lamine-Guèye, jouent un rôle structurant essentiel. Les noms de nombreuses rues témoignent de l'empreinte culturelle française, avec des références à des personnalités telles que Jules Ferry, Carnot, Kléber, Zola, Victor Hugo, Félix Faure, Gambetta, et l'avenue Georges Pompidou, anciennement connue sous le nom d'avenue William Ponty.

À l'intersection de la rue Carnot et de la rue Joseph-Gomis se situe l'Institut français Léopold Sédar Senghor, tandis que la vaste place de l'Indépendance, point de départ de l'avenue Léopold Senghor, constitue le centre névralgique de la capitale.

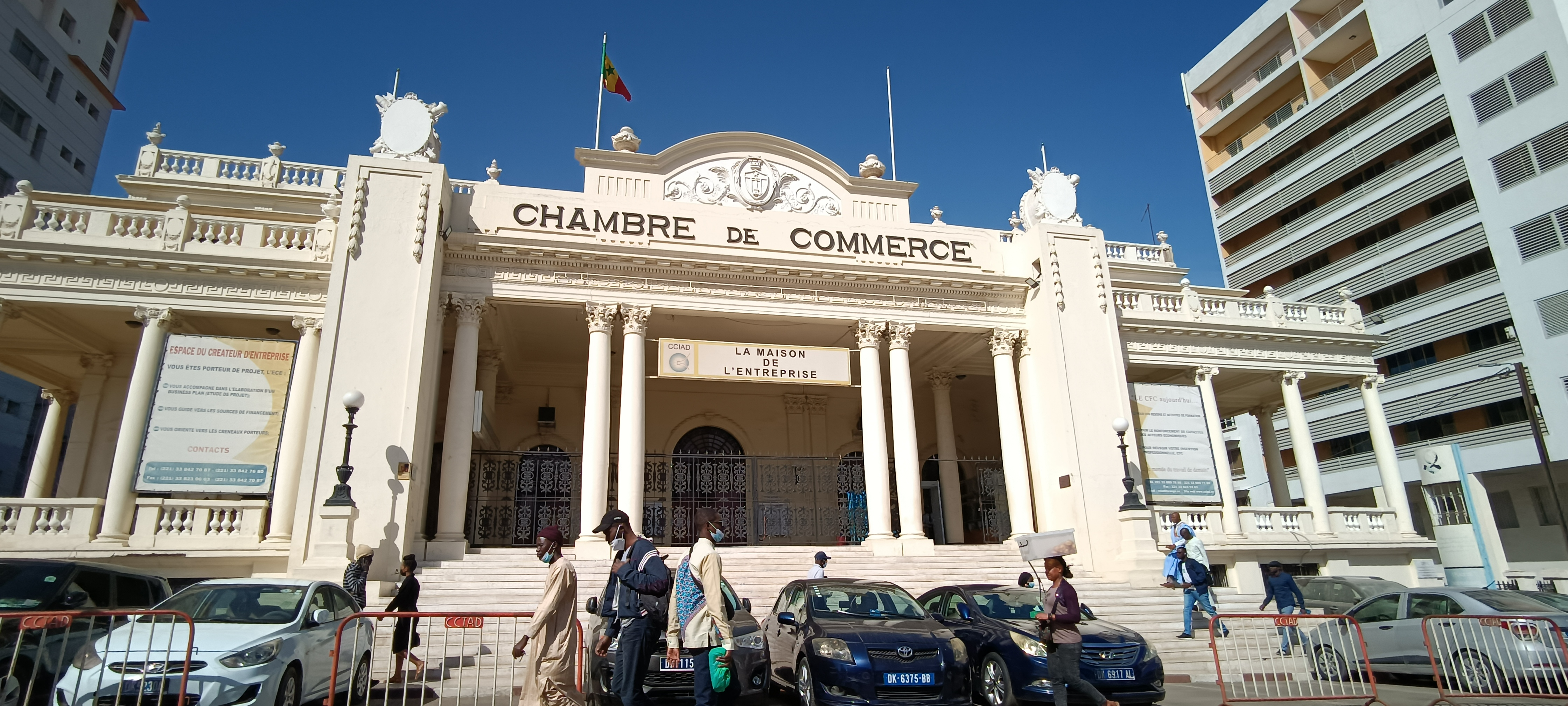
Chambre de Commerce.

La gare ferroviaire et le port, accompagnés de l'embarcadère pour Gorée, occupent la position nord-est de ce secteur. Le Plateau abrite divers ensembles résidentiels, institutions bancaires, compagnies aériennes, sièges sociaux de grandes entreprises, services administratifs, ainsi que la plupart des édifices institutionnels tels que le siège de l'Assemblée nationale et l'Institut fondamental d'Afrique noire situé sur la place Soweto. Le palais de la Présidence de la République, surnommé « la Maison blanche », érigé en 1907 pour le gouverneur général de l'AOF, les ministères, les ambassades, l'Hôtel de Ville, la Chambre de Commerce, l'hôpital central, la Cathédrale du Souvenir africain, inaugurée en 1929, ainsi que plusieurs mosquées, sont également localisés dans ce quartier.

Des établissements hôteliers de grande envergure, des restaurants renommés, des boutiques de luxe et des galeries d'art se sont établis dans cette zone. Le Secrétariat de la Biennale de Dakar y est également situé. Les marchés Kermel et Sandaga, ce dernier étant le plus vaste de la ville, sont des lieux de forte affluence, avec une ouverture marquée au secteur informel.

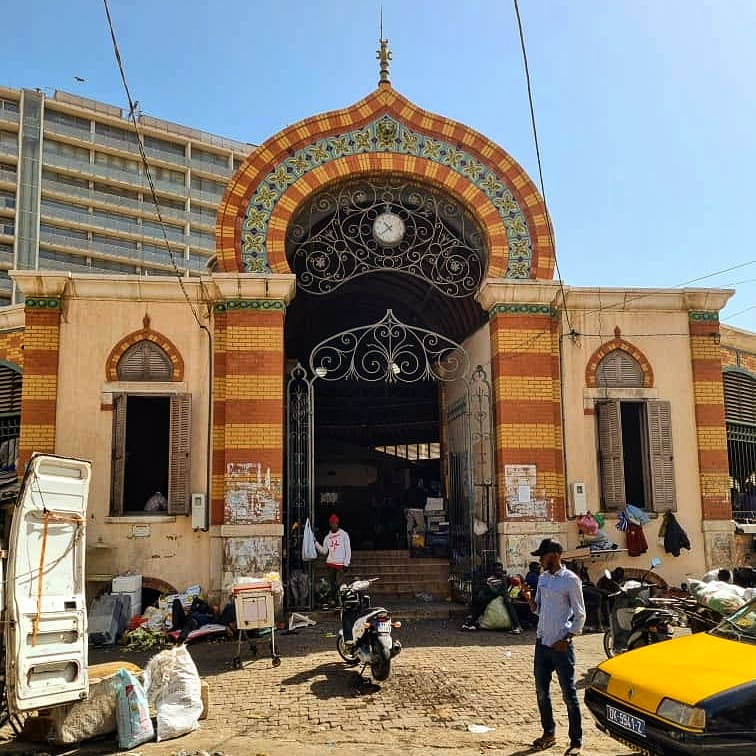
Marché Kermel.
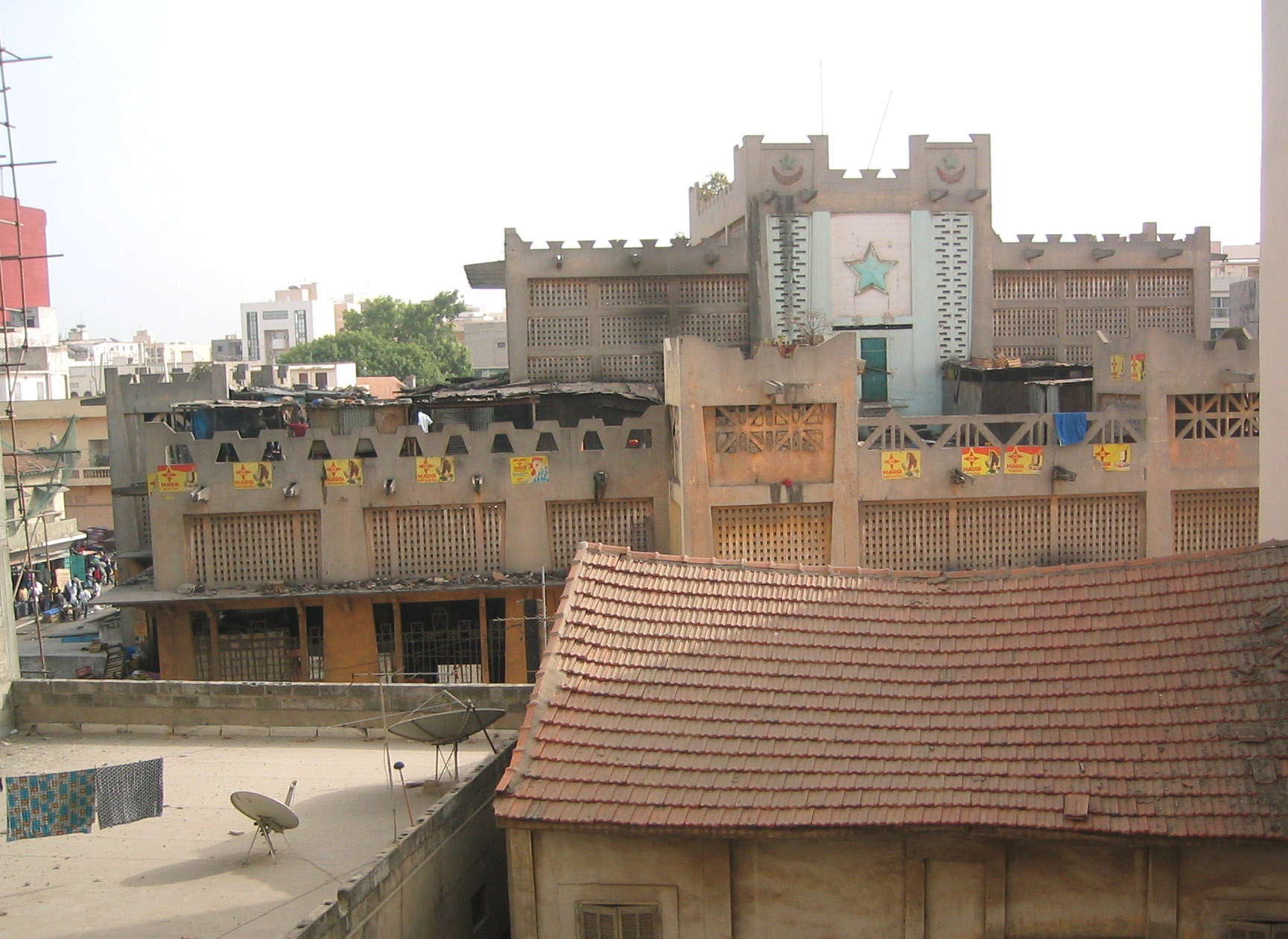
L'ancien bâtiment du marché Sandaga avant sa destruction.

Aujourd'hui la fulgurante croissance démographique de la capitale conduit à l'engorgement de ce quartier. Des projets sont à l'étude pour tenter de le résorber.

## Santé
L'Hôpital principal de Dakar, qui est également l'hôpital d’instruction des armées du Sénégal, fut à l'origine un établissement militaire colonial situé près du cap Manuel depuis 1884. Il est implanté dans l'arrondissement.
Quant au centre hospitalier universitaire Aristide Le Dantec, il se trouve sur l'avenue Pasteur, au sud de la commune.

## Lieux de cultes
Plusieurs mosquées sont situées à Dakar Plateau :
- Grande Mosquée de Dakar, allée Pape Gueye Fall.
- Mosquée Seydou Nourou Tall, avenue Malick Sy x route de la Corniche Ouest
- Mosquée El Hadji Oumar Kane, avenue Malick Sy
- Mosquée Rawane Mbaye, rue Moussé Diop x rue Carnot
- Mosquée du Port, rue des messageries

## Édifices et institutions

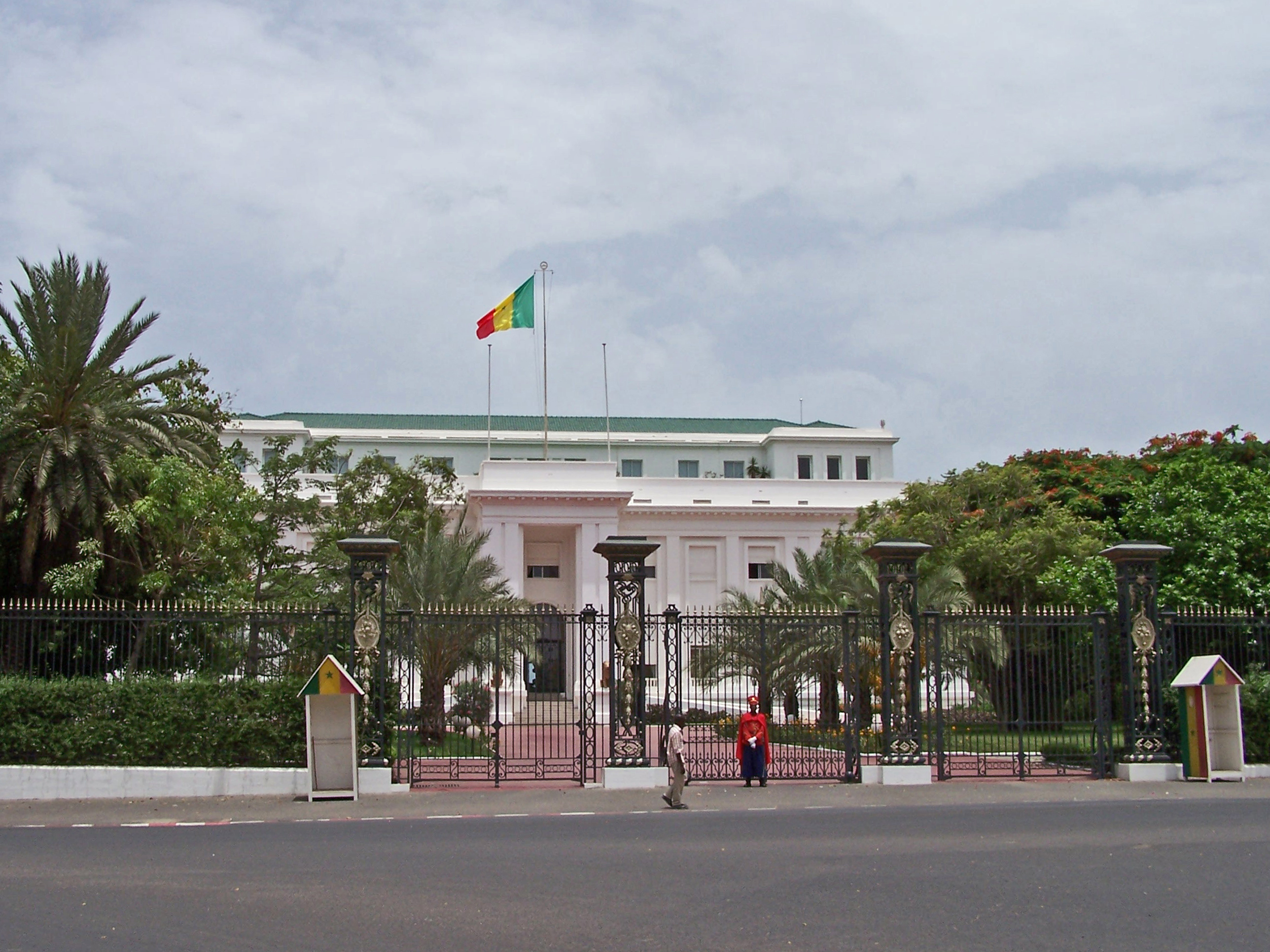
Palais présidentiel.

- Palais de la République, résidence du chef de l’État
- Siège de l'Assemblée nationale, abritant le parlement
- Hôtel de ville de Dakar, siège de la mairie
- Ministère de l'économie et des finances
- Ministère de l'éducation nationale
- Siège de la BCEAO, Banque centrale des États de l'Afrique de l'Ouest

### Ambassades
- Ambassade de France
- Ambassade du Japon
- Ambassade d'Espagne
- Ambassade d'Italie
- Ambassade de Belgique
- Ambassade du Canada

### Institutions judiciaires
- Palais de Justice de Dakar, Tribunal régional de Dakar
- Maison centrale d'arrêt de Dakar Rebeuss, rue de Belfort x rue Mangin
- Maison d'arrêt et de correction du Cap Manuel

## Culture
- Théâtre national Daniel-Sorano
- Institut fondamental d'Afrique noire
- Institut français de Dakar
- Musée Théodore-Monod d'art africain